# Aérospatiale Alouette III
Aérospatiale SA 316B Alouette III je jednomotorový lehký užitkový vrtulník vyvinutý francouzským výrobcem Sud Aviation a později vyráběný firmou Aérospatiale. SA 316B je nástupcem vrtulníků Alouette II. Typ byl uznávaný pro své schopnosti a přizpůsobivost při záchraně v horách a byl používán pro širokou škálu užitkových úkolů včetně vojenského užití. Jeho pohon a dynamický systém využíval výškový vrtulník Aérospatiale SA 315B Lama.

## Vývoj

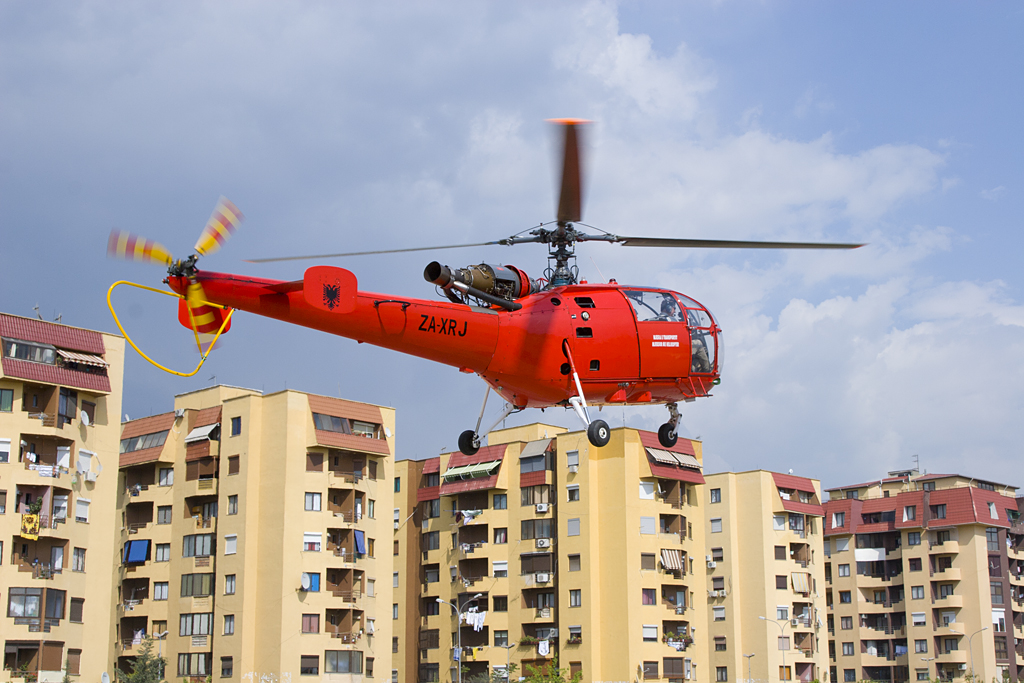
Alouette III albánského ministerstva vnitra

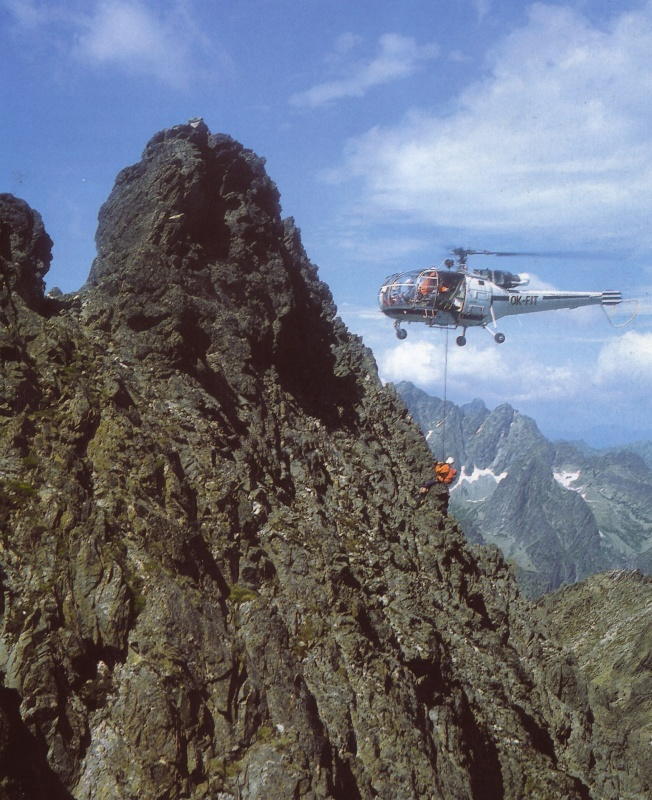
Alouette III (OK-FIT) provozovaný Správou Tatranského národného parku

Prototyp SE 3160 Alouette III poprvé vzlétl 28. února 1959. Výroba SA 316A (SE 3160) začala v roce 1961 a pokračovala až do roku 1968, kdy jej nahradil SA 316B. Na francouzské montážní lince bylo vyrobeno 1437 kusů. Poslední Alouette III od firmy Aérospatiale byl dodán v roce 1985. 
Lehký dopravní a víceúčelový vrtulník Aérospatiale SA 316 Alouette III je větší a velmi úspěšný nástupce SA 313B Alouette II. Na rozdíl od svého předchůdce, má vylepšenou konstrukci, lepší výstroj a uzavřený trup s konzolami. Kabina je prostorná a může přepravit větší náklad. Alouette III je nejúspěšnější z celé rodiny vrtulníků Alouette.
Jeden z prvních Alouette III se sedmi lidmi na palubě v červenci 1960 dosáhl výše 4810 metrů ve francouzských Alpách a přistál blízko Mont Blancu. V listopadu 1960 stejný vrtulník dosáhl ještě větší úspěch - se dvěma lidmi a užitečným zatížením 250  kg dosáhl výšky 6004 metrů v Himálaji.
Alouette III byl používán v civilním i vojenském sektoru. Používali ho na monitorování lesních požárů, kontrolu nadzemního elektrického vedení, letecké fotografování a na geologický průzkum. Vojenská verze využívala vysoce citlivé zbraně a radar.
Alouette III měl vynikající ovladatelnost a vysokou stabilitu letu v nízké nadmořské výšce. Patří do skupiny nejúspěšnějších vrtulníků vůbec postavených ve Francii. Více než 500 kusů bylo vyrobeno v licenci v Rumunsku, Indii a ve Švýcarsku. Rumunské licenční stroje nesou označení IAR 316 a indické HAL Chetak.

## Specifikace (SA 316B Alouette III)

Třípohledový nákres

Údaje jsou platné pro vrtulník, který létal na Slovensku při záchranných pracích s Horskou službou TANAP a později byl ve službách vrtulníkové záchranné služby, kterou provozovala popradská společnost Air - Transport Europe. 

### Technické údaje
- Posádka: 1 pilot nebo 2 piloti a záchranný tým
- Průměr rotoru: pravotočivý třílistou 11,02 m
- Vrtulka: tlačná třílistou
- Délka trupu: 12,94 m
- Spotřeba: 200l / h JET A1
- Celková délka: 12,82 m
- Výška: 3 m
- Pohonná jednotka: 1 × turbohřídelový motor Turbomeca Artouste IIIB
- Vzletový výkon: 542HP
- Naviják pneumatický: 175 kg
- Použitelná délka lanka navijáku: 24 m
- Zavěšení: maximální hmotnost břemene 750 kg

### Výkony
- Maximální rychlost: 210 km / h
- Cestovní rychlost: 185 km / h
- Maximální dostup: 6500 m